# Delito de provocación sexual (España)
El delito de provocación sexual, en el Derecho español, está recogido en el artículo 186 del Código Penal, que establece que el que, por cualquier medio directo, vendiere, difundiere o exhibiere material pornográfico entre menores de edad o incapaces, será castigado con la pena de prisión de 6 meses a 1 año o multa de 12 a 24 meses

## Tipo objetivo
Este delito necesita también de una delimitación de su ámbito objetivo y una interpretación de lo que se debe entender por “material pornográfico” a efectos jurídico-penales.
En relación con las conductas que integran este tipo penal, deben incluirse aquellas que supongan la venta, difusión o exhibición de material pornográfico, entendido éste como representaciones de carácter sexual a través de diferentes instrumentos, como pueden ser dibujos, fotografías, vídeos, objetos…en definitiva, a través de medios susceptibles de provocación sexual en la víctima que puedan incidir en su posterior desarrollo como persona. Por lo tanto, se deben excluir las conductas de elaboración, impresión, grabación, o publicación que no se expongan ante menores o incapaces, al exigir el tipo que el sujeto pasivo sean éstos, y además dicha exposición ha de realizarse de manera directa ante la víctima. Otra consecuencia es que el material pornográfico ha de ser idóneo para producir un daño en la víctima, no se incluyen por tanto esculturas, cuadros, fotografías, libros de educación sexual, etc., que no sean consideradas lascivas o desagradables y para determinar si se ha dañado a la víctima se deberán tener en cuenta las circunstancias personales de la misma, como su edad y nivel intelectual y cultural. La doctrina ha clasificado la pornografía en blanda y dura, incluyéndose en este último grupo representaciones sexuales que pueden causar mayor impacto en la víctima, más dañinas, como pueden ser imágenes que evocan obscenidad y, a su vez, violencia.

## Tipo subjetivo
El tipo subjetivo requiere que concurra un ánimo lascivo en el autor del delito, es decir, que el sujeto activo debe querer provocar sexualmente al menor o incapaz con su conducta. Por lo tanto, es necesario el dolo del autor en la exposición del referido material pornográfico ante el menor o incapaz, para poder hablar de delito de provocación sexual, no admitiéndose su comisión por imprudencia.

## Pena
El artículo 186 CP, establece la pena de prisión de 6 meses a 1 año, o multa de 12 a 24 meses. Al igual que en el delito de exhibicionismo, el Juez deberá tener en cuenta las circunstancias concretas del caso y las condiciones psíquicas del autor a la hora de establecer la pena.